# Scarlet’s Walk
| Оценки критиков  | Оценки критиков |
| Источник         | Оценка          |
| ---------------- | --------------- |
| Allmusic         | [ 1 ]           |
| Austin Chronicle | [ 2 ]           |
| Blender          | [ 3 ]           |
| The Guardian     | [ 4 ]           |
| PopMatters       | (9/10)          |
| Rolling Stone    | [ 6 ]           |
| Spin             | [ 7 ]           |
| Stylus Magazine  | [ 8 ]           |
| Trouser Press    | [ 8 ]           |
| Uncut            | [ 9 ]           |

Scarlet's Walk — седьмой сольный студийный альбом американской певицы Тори Эймос, вышедший в 2002 году. 18-трековый концептуальный альбом детально описывает путешествия Скарлет, прототипа Эймос, а также жизнь Америки после событий 11 сентября (2001). Этот альбом был выпущен Эймос на Epic Records после её ухода с лейбла Atlantic Records.  Альбом дебютировал в США # 7 с продажами 107000 копий в первую неделю, и достиг золотого статуса RIAA через месяц после его релиза.

## Об альбоме

### Тематические исследования
По мнению писателя Нила Геймана, «диск повествует об Америке — это история, это также путь, который начинается в Лос-Анджелесе. Пересекая страну, медленно направляется на восток Америки, где обрисовываются конкретные места и вещи: индейская история и порнография, девушка в самолете, которой не суждено вернуться в Нью-Йорк, Оливер Стоун и Эндрю Джексон, безумие и многое другое. И это не говоря уже о девушке по имени Скарлет, уставшей, грустной, надломленной, со стертыми в кровь ногами, которая скитается и странствует. Песня «Amber Waves» названа в честь героини Джулианны Мур в фильме «Ночи в стиле буги» (1997)».

### Релиз и продвижение
Для продвижения пластинки Тори открыла страницу «Scarlet's Web» на своем официальном сайте. Доступ к странице сайте есть только когда диск вставлен в CD-ROM. На странице Эймос опубликовала описания для всех песен с альбома.

## Синглы и би-сайды

### Синглы
Первым синглом с альбома была песня радийного формата «A Sorta Fairytale» (выпущен в сентябре 2002 года), которая оказалась одним из наиболее успешных синглов Эймос, попав в американский чарт Adult Contemporary. Коммерческий сингл был выпущен в Великобритании с би-сайдом под названием «Operation Peter Pan», вдохновленная событиями Карибского кризиса 1962 года. Он стал последним коммерческим CD-синглом в карьере Эймос на сегодняшний день.
Второй сингл «Taxi Ride» стал некой данью уважения визажисту Кевину Эусоину, другу Эймос, скончавшемуся в мае 2002 года. Клип на песню был снят поклонниками Эймос, которая на своем сайте объявила конкурс на создание ролика. Песня попала в чарт Adult Contemporary в США. Третий сингл «Strange» был выпущен на радио с другой аранжировкой, которая ссылалась на кантри-музыку. Танцевальный ремикс Тимо Мааса на песню «Don't Make Me Come to Vegas» стал четвёртым синглом, что продолжило линию танцевальной музыки и её пребывания в чартах. Из последних трех синглов, только последний в США был выпущен на виниле.

### Би-сайды
Этот альбом, как и большинство альбомов Эймос, также известен своей коллекцией би-сайдов. Эймос записала множество песен, которые не попали в альбом, но были выпущены как би-сайды на синглах или исполнены вживую на концертах.
| Название                         | Сингл/EP                          |
| -------------------------------- | --------------------------------- |
| «Operation Peter Pan»            | «A Sorta Fairytale» (2002)        |
| «Mountain»                       | «Scarlet's Web» download (2002)   |
| «Tombigbee»                      | Scarlet's Hidden Treasures (2004) |
| «Bug a Martini»                  | Scarlet's Hidden Treasures (2004) |
| «Ruby Through the Looking Glass» | Scarlet's Hidden Treasures (2004) |
| «Apollo's Frock»                 | Scarlet's Hidden Treasures (2004) |
| «Seaside»                        | Scarlet's Hidden Treasures (2004) |
| «Indian Summer»                  | Scarlet's Hidden Treasures (2004) |

## Песни
«A Sorta Fairytale»
Тори писала о песне: «Я думаю, что есть место, момент, когда она [Скарлет] понимает, что люди приходят и уходят из её жизни. Иногда это происходит за день, иногда дольше. И все создают её существование. Вы не можете отделить место таких людей внутри себя - они образуют единую составляющую. Даже те, которых вы вроде правильно называете... Может поэтому нам не стоит на них так резко реагировать, потому что они в той или иной степени влияют на нас. В конце концов, хотя, вы знаете... это отношения с нашей личностью... мм... с нашей любовью к земле. За то, что, когда родственные души приходят и уходят, вы осознаете что вы никогда не одиноки, даже когда просто на вас та же обувь, которая некоторое время словно ваш спутник».
«Wampum prayer»
О песне Тори говорила: «Оказавшись на северо-западе, она (лирическая героиня альбома, Скарлет) слышит голоса тех, кто жил здесь. А здесь произошла трагедия апачей, их женщин и детей — они были зверски убиты. Она слышит пожилую женщину, сидящую у костра, поющую. Путевой напев (songline — аборигены верили, что, повторяя слова песни, можно ориентироваться на местности, идти дорогой «духов» (согласно мифологии — прародителей всего сущего в период Времени сновидений (Dreamtime), сотворения мира) направляет Скарлет, и она следует ему». Строчка песни Trail of Blood ссылает к «Дороге слёз» (Trail of Tears) — насильственному переселению американских индейцев из их родных земель на юго-востоке США на Индейскую территорию на западе в 40-х годах XIX в. Индейцы страдали от отсутствия крыши над головой, болезней и голода, многие умерли.
«I Can't See New York»
Героиня альбома, Скарлет, становится свидетельницей авиакатастрофы. По словам Тори Эймос, песня была написана в мае 2001, но неразрывно связана с событиями 11 сентября. В этот день певица была в Нью-Йорке. Повествование ведется от лица девушки, сидящей в самолете, который летит в здание Всемирного торгового центра. Она обращается к возлюбленному, который не увидит её в живых.
«Scarlet's Walk»
Песня повествует о возвращении Скарлет домой. «Эта песня похожа на возвращение домой для меня» - говорит сама Тори. «В этой песне девушка по имени Америка глядит на другую девушку, быть может, Англию или Францию, с противоположного берега. Ей любопытно, и она зовет их к себе. Но приехав, жильцы забирают у неё всё — мужа, дом, работу, и вот уже новый шериф наблюдает за ней».

## Список композиций
Слова и музыка всех песен — Эймос.
| №   | Название                      | Длительность |
| --- | ----------------------------- | ------------ |
| 1.  | «Amber Waves»                 | 3:35         |
| 2.  | «A Sorta Fairytale»           | 5:30         |
| 3.  | «Wednesday»                   | 2:30         |
| 4.  | «Strange»                     | 3:05         |
| 5.  | «Carbon»                      | 4:35         |
| 6.  | «Crazy»                       | 4:25         |
| 7.  | «Wampum Prayer»               | 0:45         |
| 8.  | «Don't Make Me Come to Vegas» | 4:50         |
| 9.  | «Sweet Sangria»               | 4:00         |
| 10. | «Your Cloud»                  | 4:30         |
| 11. | «Pancake»                     | 3:55         |
| 12. | «I Can't See New York»        | 7:15         |
| 13. | «Mrs. Jesus»                  | 3:05         |
| 14. | «Taxi Ride»                   | 4:00         |
| 15. | «Another Girl's Paradise»     | 3:35         |
| 16. | «Scarlet's Walk»              | 4:15         |
| 17. | «Virginia»                    | 3:55         |
| 18. | «Gold Dust»                   | 5:55         |

Bonus DVD
Слова и музыка всех песен — Эймос.
| №  | Название                                          | Длительность |
| -- | ------------------------------------------------- | ------------ |
| 1. | «Gold Dust» (Video Version)                       | 5:45         |
| 2. | «A Sorta Fairytale» (Single Edit) (Video Version) | 4:00         |
| 3. | «Taxi Ride» (Overlay with Polaroid feature.)      | 4:00         |

## Позиции в чартах
| Чарт (2002)                          | Позиция |
| ------------------------------------ | ------- |
| Billboard 200 (U.S.)                 | 7       |
| Billboard Top Internet Albums (U.S.) | 1       |
| Official UK Album Chart (UK)         | 26      |
| German Top 100 Album Chart (Germany) | 9       |
| Polish Top Selling 50 (Poland)       | 10      |
| Australian ARIA Chart (Australia)    | 20      |
| Austrian Album Chart (Austria)       | 26      |
| Belgian Top 40 Chart (Belgium)       | 38      |
| Top 100 Album Chart (Canada)         | 13      |
| Danish Album Chart (Denmark)         | 32      |
| Irish Album Chart (Ireland)          | 24      |
| Finnish Album Chart (Finland)        | 20      |
| French IFOP chart (France)           | 32      |
| The Album Top 100 (the Netherlands)  | 17      |
| New Zealand's Top 50 (New Zealand)   | 45      |
| Official Sales Chart (Norway)        | 30      |
| Swiss Album Chart (Switzerland)      | 21      |

| Год  | Песня                                 | Наивысшая позиция | Наивысшая позиция | Наивысшая позиция             | Наивысшая позиция         | Наивысшая позиция              | Наивысшая позиция | Наивысшая позиция | Наивысшая позиция      |
| Год  | Песня                                 | Billboard Hot 100 | Adult Top 40      | R&R's Triple A Airplay (U.S.) | Hot Dance Music/Club Play | Hot Dance Singles Sales (U.S.) | UK Top 75         | Canadian Singles  | German Top 100 Singles |
| ---- | ------------------------------------- | ----------------- | ----------------- | ----------------------------- | ------------------------- | ------------------------------ | ----------------- | ----------------- | ---------------------- |
| 2002 | «A Sorta Fairytale»                   | 114∞              | 11                | 35                            | 1                         | 9*                             | 41                | 6                 | 98                     |
| 2003 | «Taxi Ride»                           | —                 | 35                | —                             | 17                        | —                              | —                 | —                 | —                      |
| 2003 | «Don't Make Me Come to Vegas» (remix) | —                 | —                 | —                             | 6                         | 12                             | —                 | —                 | —                      |